# Wydział Inżynierii i Technologii Chemicznej Politechniki Krakowskiej
Wydział Inżynierii i Technologii Chemicznej Politechniki Krakowskiej – jeden z ośmiu wydziałów Politechniki Krakowskiej. Jego siedziba znajduje się przy ul. Warszawskiej 24 w Krakowie. Wiodącą dyscypliną naukową na Wydziale jest inżynieria chemiczna, w której Politechnika Krakowska otrzymała kategorię naukową A w ewaluacji za lata 2017–2021.

## Kierunki studiów
Wydział kształci wyłącznie na studiach stacjonarnych I i II-go stopnia na kierunkach:
- Studia stacjonarne I stopnia:
  - biotechnologia
  - inżynieria chemiczna i procesowa
  - technologia chemiczna

- Studia stacjonarne II stopnia:
  - biotechnologia
  - inżynieria chemiczna i procesowa
  - inżynieria i technologia chemiczna
  - technologia chemiczna

Źródło

### Specjalności
- biotechnologia: Biotechnologia przemysłowa i w ochronie środowiska
- inżynieria chemiczna i procesowa: Inżynieria procesów technologicznych, Inżynieria odnawialnych źródeł energii
- technologia chemiczna: Analityka przemysłowa i środowiskowa, Chemia i technologia kosmetyków, Lekka technologia organiczna, Procesy technologiczne i zarządzanie produkcją, Technologia polimerów i biopolimerów

## Historia wydziału
Powstał w 1966 roku jako Wydział Chemiczny. Jego utworzenie wynikało z zapotrzebowania na wysoko wykwalifikowane kadry inżynierskie dla szybko rozwijającego się w południowym regionie Polski przemysłu chemicznego. Obecną nazwę nosi od 1990 roku.
Wydział posiada prawa nadawania stopnia doktora w dziedzinie nauk technicznych w dyscyplinach technologia chemiczna i inżynieria chemiczna oraz w dziedzinie nauk chemicznych w dyscyplinie chemia.
Od 28 marca 2011 r. Wydział Inżynierii i Technologii Chemicznej Politechniki Krakowskiej, decyzją Centralnej Komisji do Spraw Stopni i Tytułów, uzyskał uprawnienie do nadawania stopnia naukowego doktora habilitowanego w dziedzinie nauk technicznych w zakresie technologii chemicznej.

## Główne kierunki działalności naukowo-badawczej
- synteza związków organicznych z wykorzystaniem procesów o 100% ekonomii atomowej
- otrzymywanie związków heterocyklicznych o potencjalnym zastosowaniu w preparatach dla rolnictwa
- rozwój technologii energooszczędnych, w tym badania nad wykorzystaniem alternatywnych źródeł energii, zagospodarowaniem odpadów,
- rozwój technologii wykorzystujących surowce odnawialne,
- badania z zakresu bioremediacji środowiska naturalnego,
- rozwój procesów wytwarzania szerokiej gamy nanomateriałów oraz ich kompozytów,
- otrzymywanie układów dyspersyjnych, w tym do kontrolowanego transportu leków,
- opracowanie nowych receptur produktów kosmetycznych,
- badania z zakresu modelowania procesów i reaktorów chemicznych oraz mikrobiologicznych,
- badania nad syntezą w reaktorach mikrofalowych,
- kataliza heterogeniczna i homogeniczna – obliczenia teoretyczne: kwantowo-chemiczne,
- katalizatory projektowane na poziomie nanostrukturalnym – druk 3D,
- związki wielocząsteczkowe – polimery, kopolimery i układy hybrydowe – fluorescencyjne, kosmetyczne, powłokowe, konstrukcyjne, izolacyjne,
- nanomateriały i biomateriały – materiały metaliczne i bioceramika apatytowa,
- promienie mikrofalowe, fotochemia, sonochemia, elektrochemia,
- oznaczanie śladowych ilości substancji toksycznych,
- substancje bioaktywne pochodzenia roślinnego,
- reaktory chemiczne i biochemiczne,
- hydrodynamika i kinetyka ruchu masy w układach wielofazowych,
- systemy hybrydowe instalacji grzewczych z odnawialnymi źródłami energii,
- gospodarka obiegu zamkniętego i zagospodarowanie odpadów przemysłowych.

Źródło

## Struktura organizacyjna
- Katedra Technologii Nieorganicznej i Analityki Środowiskowej (C1)
- Katedra Chemii i Technologii Organicznej (C2)
- Katedra Inżynierii Chemicznej i Procesowej (C3)
- Katedra Chemii i Technologii Polimerów (C4)
- Katedra Biotechnologii i Chemii Fizycznej (C5)
- Katedra Chemii Nieorganicznej (C6)
- Laboratorium Analiz Śladowych (C7)

Źródło

## Władze (kadencja 2025–2028)
- dr hab. inż. Piotr Michorczyk, prof. PK – dziekan[7]
- prof. dr hab. inż. Przemysław Jodłowski – prodziekan ds. organizacyjnych[7]
- prof. dr hab. inż. Marcin Banach – prodziekan ds. nauki[7]
- dr hab. inż. Katarzyna Matras-Postołek, prof. PK – prodziekan ds. ewaluacji i współpracy z zagranicą[7]
- dr hab. inż. Katarzyna Gorazda, prof. PK – prodziekan ds. studenckich[7]

## Koła naukowe
- Koło Naukowe Fotochemii Stosowanej
- Koło Naukowe Polimerów – kompozyty i antypireny
- Koło Naukowe Chemii i Technologii Organicznej
- Koło Naukowe Polimerów – innoPUR
- Koło Naukowe Biotechnologii
- Koło Naukowe Inżynierii Chemicznej i Procesowej
- Koło Naukowe Analityki Środowiska i Żywności
- Koło Naukowe Chemii Fizycznej
- Studenckie Koło Naukowe Makromolekuły
- Koło Naukowe Nanomateriały
- Koło Naukowe Procesów Fluidyzacyjnych
- Studenckie Koło Naukowe Chromatografii Związków Naturalnych
- Studenckie Koło Naukowe Technologii Materiałów Nanostrukturalnych i Bionanotechnologii
- Koło Naukowe BioChemLab
- Studenckie Koło Naukowe Specjalistycznych Zastosowań Związków Pochodzenia Naturalnego
- Studenckie Koło Naukowe Polimery – (Bio)materiały hybrydowe
- Studenckie Koło Naukowe Surowce Alternatywne „RE-CYCLE and SCALE-UP”
- Studenckie Koło Naukowe Biomateriałów Funkcjonalnych

Źródło